# Some Girls Wander by Mistake
Some Girls Wander by Mistake è un album di raccolta del gruppo gothic rock britannico The Sisters of Mercy, pubblicato nel 1992.

## Tracce
1. Alice – 3:34
2. Floorshow – 3:40
3. Phantom – 7:10
4. 1969 – 2:45
5. Kiss the Carpet – 5:55
6. Lights – 5:51
7. Valentine – 4:44
8. Fix – 3:41
9. Burn – 4:49
10. Kiss the Carpet (Reprise) – 0:36
11. Temple of Love (Extended Version) – 7:42
12. Heartland – 4:47
13. Gimme Shelter – 5:57
14. The Damage Done – 3:03
15. Watch – 3:11
16. Home of the Hit-Men – 0:34
17. Body Electric – 4:18
18. Adrenochrome – 2:57
19. Anaconda – 4:06

## Formazione
Tracce 1-13, 17-19
- Andrew Eldritch - voce
- Craig Adams - basso
- Ben Gunn - chitarra
- Gary Marx - chitarra
- Doktor Avalanche (drum machine) - batteria

Tracce 14-16
- Andrew Eldritch - voce (14), chitarra, batteria
- Gary Marx - voce, chitarra